# Donguibogam

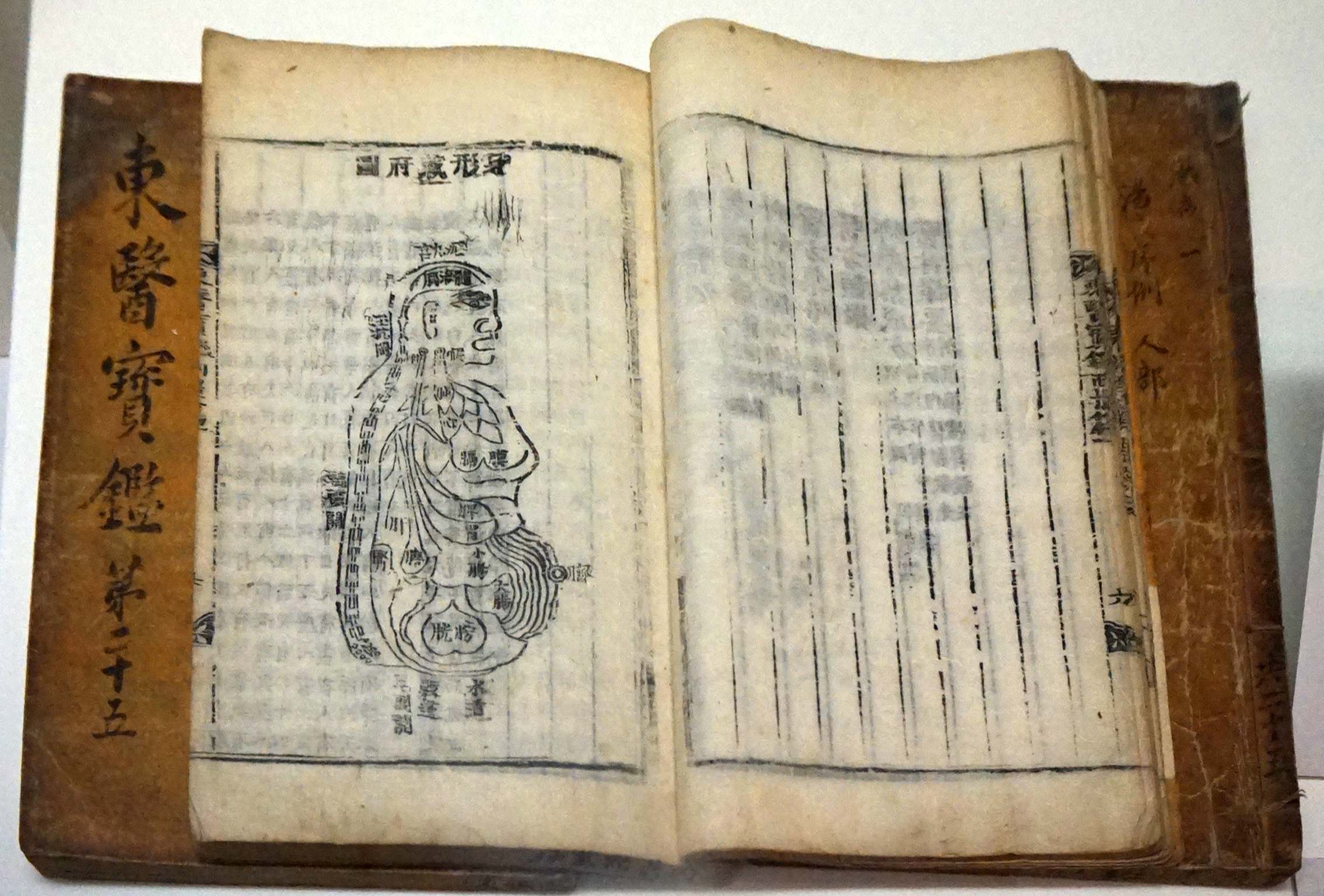
Eine Seite aus einem Buch des Gesamtwerkes

Das Donguibogam (koreanisch: 동의보감, chinesisch 東醫寶鑑) ist ein 23-bändiges Werk aus dem Jahre 1613 über den damaligen Stand der koreanischen Medizin während der Zeit der Joseon-Dynastie (조선왕조) (1392–1910).

## Schreibweise in westlicher Literatur
Die Schreibweise des Namens des Werkes ist in der westlichen und englischsprachigen Literatur in unterschiedlicher Weise zu finden. Neben der hier im Artikel verwendeten Schreibweisen, die nach einem Artikel aus der Fachzeitschrift The Journal of Korean Oriental Medicine als die richtigere angesehen wird, sind Schreibweise wie, Dongui Bogam, Dongui-Bogam oder gar DongUiBoGam zu finden. Sie alle beziehen sich auf das gleiche Werk.

## Das Werk
Das 23-bändige Werk Donguibogam, das mit „geschätztes Spiegelbild östlicher Medizin“ übersetzt werden kann, wurde von dem Mediziner des königlichen Hofes, Heo Jun (허준) (1539–1615) geschrieben und 1613 von der Regierung unter König Gwanghaegun (광해군) (1575–1641) gedruckt und veröffentlicht. Es zählt zu den repräsentativsten Werken koreanischer Medizin und wurde mehrfach in den verschiedenen Ländern Asiens herausgegeben, darunter befanden sich auch Länder wie China, Japan oder Vietnam.
Nach der Befreiung Koreas von der japanischen Besatzung im Jahr 1945, bildete das Werk die Grundlage für die moderne koreanische Medizin. 2013 wurde das Werk mit Unterstützung durch die koreanische Regierung ins Englische übersetzt. Mittlerweile ist das Werk auch als kostenlose App für Smartphones über iOS und Android erhältlich.

## Geschichte
Es war König Seonjo (선조) (1552–1608), der dem Mediziner Heo Jun, der in seinen frühen Dreißigern zum königlichen Hof kam und im Alter von 37 Jahren zum Leibarzt des Königs wurde, im Jahr 1596 den Auftrag gab, ein umfassendes medizinisches Werk zu erschaffen. Heo Jun benötige für die Arbeiten 16 Jahre, in denen er nicht nur den physikalischen Aufbau des menschlichen Körpers beschrieb, sondern auch in elf Bänden sich den unterschiedlichsten Krankheiten seiner Zeit widmete. So beschrieb er als Beispiel auch im Detail die Bedeutung der Pulsmessung, die als wichtigen Teil einer medizinischen Diagnose angesehen wurde.

## Weltdokumentenerbe
Im Juli 2009 ernannte die UNESCO die Schriften des Donguibogam aus dem Jahr 1613 zum Weltdokumentenerbe und nahm damit die Sammlung in das Memory of the World Register auf.